# Chris Sienko
Chris Sienko est un dirigeant américain de basket-ball, actif dans plusieurs franchises de la ligue féminine WNBA.
Diplôme de l'université du Connecticut, il est un temps dirigeant vice-président chargé du marketing, puis manager général de la franchise du Blizzard de la Nouvelle-Angleterre dans la ligue féminine ABL.
Lors de la relocalisation du Miracle d'Orlando à Hartford en 2003, il occupe différentes fonctions (vice-président, manager général...) au Sun du Connecticut, première franchise WNBA devenir bénéficiaire et qui l'est restée tout au long de ses mandats. Puis en 2017, il rejoint le Dream d'Atlanta comme manager général. Il choisit notamment la nouvelle entraîneuse Nicki Collen. La franchise réalise en 2018 la meilleure saison régulière de son histoire avec 23 victoires. Nicki Collen est désignée entraîneuse de l'année et lui meilleur dirigeant de la saison. En octobre 2018, les propriétaires du Dream d'Atlanta le nomment président de la franchise en sus de ses fonctions de manager général.
Dirigeant reconnu, il siège dans plusieurs comités de la WNBA (comité des compétitions, comité des règles et règlements, Board of Governors). En 2013, il est désigné dans le comité de sélection de l'équipe nationale de 2013-2016 d'USA Basketball qui désigne les douze joueuses retenues pour le Mondial 2014 et les Jeux olympiques de 2016.